# Tomaž Svete
Tomaž Svete, slovenski skladatelj in dirigent, * 29. januar 1956, Ljubljana.

## Življenjepis
Na Akademiji za glasbo v Ljubljani je končal študij kompozicije leta 1980, študij dirigiranja pa leta 1981. Iz kompozicije je leta 1986 diplomiral ("con summa laude" pri Friedrichu Cerhi na Dunaju, 1989 "Magister artium", iz dirigiranja pa l. 1988 diplomiral tudi tam pri Otmarju Suitnerju. 
Od leta 1995 deluje kot docent in od 2006 kot redni profesor glasbene analize in sodobne kompozicijske teorije kompozicije na glasbenem oddelku Pedagoški fakulteti v Mariboru. V zimskem semestru 1999 je predaval kompozicijo na Univerzi v Hartfordu, Connecticut v okviru Fulbrightovega izmenjalnega programa.
Svete je vodilni sodobni slovenski skladatelj operne glasbe, tudi sicer se rad posveča komponiranju za glasbene zasedbe, ki vsebujejo vokal; opere, oratorije, kantate, zborovske skladbe, pa tudi komorne in orkestrske skladbe, kot: L'amor sul mar, Gotska okna, "Divertimento", " Prva simfonija", " Violinski koncert", " Deux mouvements" za violino in orkester, " Koncert " za violo in orkester, "Double concert" za dve violini in godalni orkester, vokalno instrumentalana dela kot: "Requiem" (1991), kantata "Sacrum delirium".
Ustvaril je enajst oper: Kralj Malhus (TV opera), Ugrabitev z Laudaškega jezera (radiofonska opera),  "Pesnik in upornik"(1996), Kriton (komorna opera, 2000) - 1. nagrada na tekmovanju "Johann-Joseph-Fux" za nova operna dela v Gradcu, Pierrot in Pierrette (2006), "Granatno jabolko" (2009), "Antigona" (2008-2018),"Apologija" (2010),"Junak našega časa" (2015), "Ada" (2017),Hisa usmiljenja (2021).
Za operi Ada (2017) in Antigona (2008–2018) ter za Koncert za dve violini in godala je leta 2019 prejel nagrado Prešernovega sklada.